# 谢尔沃 (维埃纳省)
谢尔沃（法語：Cherves，法語發音：[ʃɛʁv]）是法国新阿基坦大区维埃纳省的一个市镇，属于普瓦捷区。

## 地理
谢尔沃（46°43'6"N, 0°1'4"E）面积25.81 平方千米，位于法国新阿基坦大区维埃纳省，该省份为法国中西部省份，北起曼恩-卢瓦尔省和安德尔-卢瓦尔省，西接德塞夫勒省，南至夏朗德省，东南接上维埃纳省，东临安德尔省。
与谢尔沃接壤的市镇（或旧市镇、城区）包括：杜村、泰讷宰、艾龙、沙朗德赖、马耶、迈松讷沃、武扎耶。

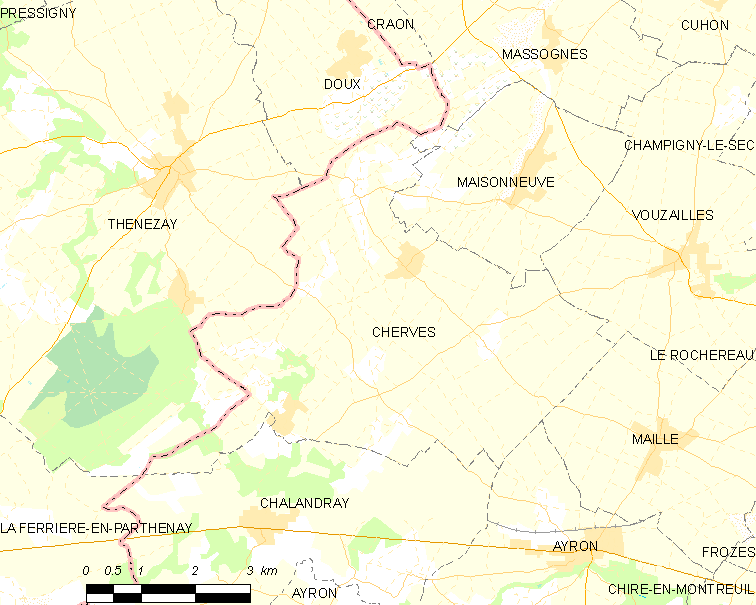
的OSM定位图

谢尔沃的时区为UTC+01:00、UTC+02:00（夏令时）。

## 行政
谢尔沃的邮政编码为86170，INSEE市镇编码为86073。

## 政治
谢尔沃所属的省级选区为米涅-欧桑斯县。

## 人口

1962-2008年间人口变化图示

谢尔沃于2022年1月1日时的人口数量为516人。